# Circuito Mundial de Voleibol de Praia de 1994
O Circuito Mundial de Voleibol de Praia de 1994 foi a oitava edição das séries internacionais de vôlei de praia organizadas pela Federação Internacional de Voleibol (FIVB) para a variante masculina e a terceira edição para o naipe feminino. Para a edição 1994, o Circuito incluiu 6 torneios Open para o naipe masculino e 5 torneios Open para a variante feminina, além do torneio dentro edição Jogos da Boa Vontade (Goodwill Games) para ambos os naipes.

## Calendário

### Feminino
| Torneio                                                                                    | Ouro                                          | Prata                                        | Bronze                                       | Quarto lugar                                  |
| Aberto de Miami Miami, Estados Unidos De 15 a 22 de janeiro de 1994.                       | BrasilRoseli Ana Timm · Isabel Salgado        | Estados UnidosBarbra Fontana · Lori Forsythe | Estados UnidosKarolyn Kirby · Liz Masakayan  | BrasilMônica Rodrigues · Adriana Samuel       |
| Aberto de La Serena La Serena, Chile De 8 a 11 de fevereiro de 1994.                       | Estados UnidosKarolyn Kirby · Liz Masakayan   | BrasilRoseli Ana Timm · Isabel Salgado       | Estados UnidosBarbra Fontana · Lori Forsythe | Estados UnidosGail Castro Kehl · Elaine Roque |
| Jogos da Boa Vontade (Goodwill Games) São Petersburgo, Rússia De 23 a 28 de julho de 1994. | Estados UnidosKarolyn Kirby · Liz Masakayan   | BrasilMônica Rodrigues · Adriana Samuel      | Estados UnidosBarbra Fontana · Lori Forsythe | BrasilRoseli Ana Timm · Isabel Salgado        |
| Aberto de Osaka Osaka, Japão De 4 a 7 de agosto de 1994.                                   | Estados UnidosBarbra Fontana · Lori Forsythe  | BrasilRoseli Ana Timm · Isabel Salgado       | Estados UnidosKarolyn Kirby · Liz Masakayan  | JapãoSachiko Fujita · Yukiko Takahashi        |
| Aberto de Carolina Carolina (Porto Rico), Porto Rico De 19 a 21 de agosto de 1994.         | Estados UnidosGail Castro Kehl · Elaine Roque | BrasilMônica Rodrigues · Adriana Samuel      | BrasilRoseli Ana Timm · Isabel Salgado       | BrasilAdriana Behar · Magda Lima              |
| Aberto de Santos Santos, Brasil De 17 a 20 de novembro de 1994.                            | BrasilMônica Rodrigues · Adriana Samuel       | Estados UnidosKarolyn Kirby · Liz Masakayan  | BrasilRoseli Ana Timm · Isabel Salgado       | Estados UnidosBarbra Fontana · Lori Forsythe  |

### Masculino
| Torneio                                                                                    | Ouro                                 | Prata                                           | Bronze                                            | Quarto lugar                                 |
| Aberto de Miami Miami, Estados Unidos De 18 a 22 de janeiro de 1994.                       | NoruegaJan Kvalheim · Bjørn Maaseide | BrasilRoberto Lopes · Franco Neto               | Estados UnidosCarlos Briceno · Jeff Williams      | CanadáJohn Child · Eddie Drakich             |
| Aberto do Rio de Janeiro Rio de Janeiro, Brasil De 1 a 6 de fevereiro de 1994.             | BrasilRoberto Lopes · Franco Neto    | Estados UnidosCarlos Briceno · Jeff Williams    | BrasilZé Marco · Paulo Emílio Silva               | BrasilAloízio Claudino · Emanuel Rego        |
| Jogos da Boa Vontade (Goodwill Games) São Petersburgo, Rússia De 23 a 28 de julho de 1994. | NoruegaJan Kvalheim · Bjørn Maaseide | Estados UnidosCarlos Briceno · Jeff Williams    | Estados UnidosSinjin Smith · Bruk Vandeweghe      | AustráliaAndy Burdin · Julien Prosser        |
| Aberto de Marseille Marseille, França De 26 a 31 de julho de 1994.                         | NoruegaJan Kvalheim · Bjørn Maaseide | FrançaJean-Philippe Jodard · Christian Penigaud | Estados UnidosCarlos Briceno · Jeff Williams      | AlemanhaJörg Ahmann · Axel Hager             |
| Aberto de Enoshima Enoshima, Japão De 4 a 7 de agosto de 1994.                             | BrasilRoberto Lopes · Franco Neto    | Estados UnidosCarlos Briceno · Jeff Williams    | NoruegaJan Kvalheim · Bjørn Maaseide              | BrasilEduardo Garrido · Roberto Moreira      |
| Aberto de Carolina Carolina (Porto Rico), Porto Rico De 17 a 21 de agosto de 1994.         | BrasilRoberto Lopes · Paulo Moreira  | Estados UnidosSinjin Smith · Bruk Vandeweghe    | FrançaJean-Philippe Jodard · Christian Penigaud   | BrasilEduardo Garrido · Roberto Moreira      |
| Aberto de Fortaleza Fortaleza, Brasil De 1 a 3 de setembro de 1994.                        | BrasilRoberto Lopes · Franco Neto    | NoruegaJan Kvalheim · Bjørn Maaseide            | BrasilRogério Ferreira "Pará" · Guilherme Marques | Estados UnidosSinjin Smith · Bruk Vandeweghe |

## Quadro de medalhas
| Ordem | País           | Medalha de ouro | Medalha de prata | Medalha de bronze | Total |
| ----- | -------------- | --------------- | ---------------- | ----------------- | ----- |
| 1.    | Brasil         | 6               | 5                | 4                 | 15    |
| 2.    | Estados Unidos | 4               | 6                | 7                 | 17    |
| 2.    | Noruega        | 3               | 1                | 1                 | 5     |
| 4.    | França         | 0               | 1                | 1                 | 2     |